# Knocker

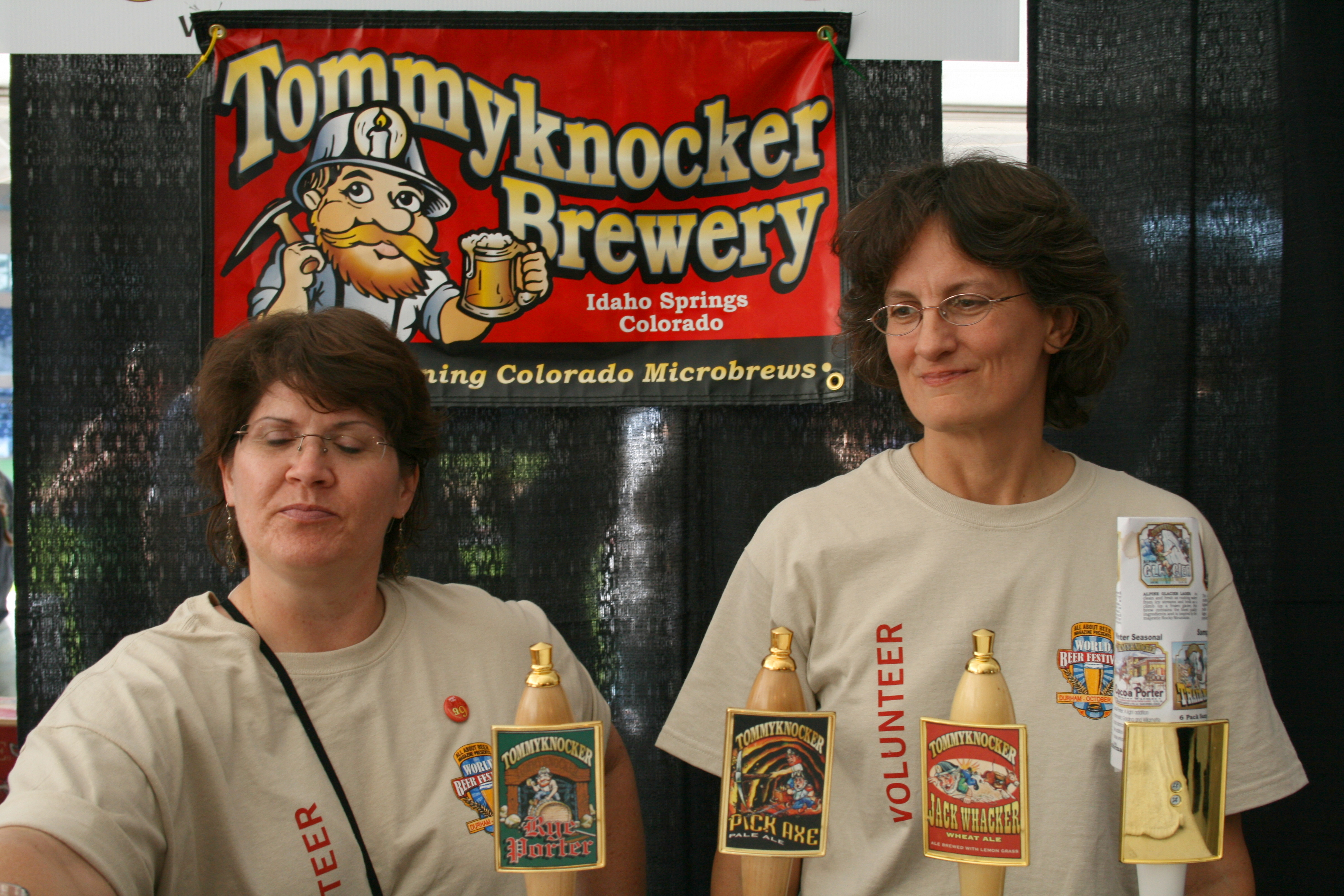
Tommyknocker Brewery op het Beer Fest in Durham (North Carolina)

Knockers of Kloppers zijn mijn-geesten uit de Keltische mythologie. Ze kunnen van alles zijn, het zijn een soort kobolden, kabouters, dwergen of elfen.

## Eigenschappen
Een Knocker is meestal ongevaarlijk en blijft uit het zicht van mensen, het wezen steelt onbewaakt voedsel en gereedschap van mijnwerkers. Het kan het teken van het kruis niet verdragen en houdt niet van fluiten en vloeken.
De Knocker is in  Wales bekend als Knacker of Bwca en in Cornwall als Bucca of Tommyknocker. De naam is afgeleid van het geluid een mijn vlak voordat die instort. De Knocker is verwant aan de Coblynau en heeft overeenkomsten met de Blue Cap en het Kaolmenke uit de Lage Landen.

## Voorkomen
Volgens de folklore in Cornwall zijn Knockers de geesten van verongelukte mijnwerkers. Mensen dachten dat de Knocker de oorzaak van het instorten van een mijn waren, maar anderen zagen het geluid van de plaaggeest juist als laatste waarschuwing voor een ramp en zij eerden de wezens. In Devon en Cornwall wijzen ze met het klopgeluid de ertsaders aan. Het wezen houdt ervan de mijnwerkers te laten schrikken door vreemde grimassen en dansen uit te voeren.
In Chaw Gully, in Dartmoor, bewaken de Knockers hun mijn. Er liggen daar nog tin- en goudaders verborgen. Op een rots waken zwarte vogels en als mensen zich met touwen laten zakken, snijdt een mes het touw en de levensdraad door. De lijken worden de volgende dag op de top van de berg gevonden. Het is een plaats die daar met de Crazywell Pool is te vergelijken.
De Knocker werd rond 1820 door immigranten naar Pennsylvania meegenomen en met de goldrush van 1848 brachten immigranten het wezen naar Californië mee. De Knockers worden ook Cousin Jack genoemd.
Mijnwerkers weigerden een mijn te betreden voor de Knockers aanwezig waren. Als dank voor de bescherming van de Knocker liet men Cornish pasty achter in de mijn. Het geloof in de Knockers bleef tot ver in de 20e eeuw bestaan.
Duitse Kloppers of bergmannetjes zijn eerder boosaardig en hinderen mijnwerkers in hun werk. Ze maken voltooide arbeid ongedaan, maar zijn af en toe toch hulpvaardig. De Wichtel uit Zuid-Duitsland voorspelt de dood van een mijnwerker door driemaal te kloppen. Ze imiteren de geluiden van het mijnwerk.